# Fraßgift
Ein Fraßgift ist ein Gift, das über die Nahrung, also oral aufgenommen werden kann. Im Gegensatz dazu stehen Kontakt- und Atemgifte.

## Fraßgifte in der Biologie

Strukturformel von Sambunigrin – aus dem Molekül kann giftige Blausäure freigesetzt werden.

Biologisch vorkommende Fraßgifte sind sekundäre Pflanzenstoffe, die als Fraßschutz der Abwehr von Phytophagen dienen. Solche Fraßgifte können in allen Teilen der Pflanze gebildet und akkumuliert werden. Einige, aber nicht alle dieser Fraßgifte können durch Erhitzen bzw. Kochen zerstört werden, so dass sonst ungenießbare Pflanzen sowohl als Nahrungsmittel beim Menschen als auch in der Tierhaltung eingesetzt werden können. Zum Beispiel sind die rohen Beeren des Schwarzen Holunders für den Menschen wie für viele Tierarten nicht genießbar. Höhere Dosen roher, unreifer Beeren können beim Menschen zu Vergiftungssymptomen wie  Magenschmerzen, Erbrechen, Durchfall und Schüttelfrost führen. Die Kerne der Holunderbeeren beispielsweise enthalten die cyanogenen Glykoside Sambunigrin und Vicianin, die sich beim Erhitzen der Beeren zersetzen.
Ebenso enthalten Amerikanische Kermesbeere und die oberirdischen Teile der Kartoffelpflanze verschiedene Fraßgifte. Ein sehr wirksames Fraßgift ist das Rizin. Die natürlich vorkommenden Fraßgifte werden teilweise in der Medizin und für andere Zwecke eingesetzt. Die oberirdischen Teile von Wolfsmilchgewächsen wirken als Rodentizid.

### Aufnahme durch den Menschen
Es wird geschätzt, dass ein durchschnittlicher Amerikaner 1500 mg solcher natürlichen Pestizide pro Tag aufnimmt. Dabei beträgt der Massenanteil der natürlichen Pestizide an der Gesamtmasse der aufgenommenen Pestizide 99,99 %.

## Fraßgifte in der Technik
Technische Fraßgifte sind vom Menschen eingesetzte Pestizide, die nach Nahrungsaufnahme im Schädling wirksam werden. Je nach Schädling wird zwischen Insektizid, Molluskizid, Akarizid oder auch Rodentizid unterschieden.
Ein bekanntes Beispiel für ein Fraßgift ist DDT, das jedoch auch als Kontaktgift wirkt.
Die Wirkung des Fraßgifts zielt nicht nur darauf, dass der Köder, der das Gift enthält, vom abzutötenden Tier gefressen wird. Zudem ist es das Ziel ihres Einsatzes, dass die vergiftete Nahrung z. B. von Ameisen in deren Nest getragen und dort an die Königin und die Brut verfüttert wird, die dadurch auch vergiftet werden. Dazu werden meist Gifte eingesetzt, die erst nach mehrfacher Einnahme tödlich wirken.